# Paolina Olga di Württemberg
La principessa Paolina di Württemberg (tedesco: Prinzessin Pauline Olga Helene Emma von Württemberg; Stoccarda, 19 dicembre 1877 – Ludwigsburg, 7 maggio 1965) era la primogenita di Guglielmo II di Württemberg, re di Württemberg dal 1891 al 1918, e della prima moglie Maria di Waldeck e Pyrmont.
Dopo di lei la coppia reale ebbe un figlio maschio, Cristoforo Ulrico Ludovico, che nacque nel 1880 e morì qualche mese dopo. Non ebbero più figli: Maria morì un paio d'anni dopo e Guglielmo si risposò nel 1886 con Carlotta di Schaumburg-Lippe, che non gli diede altri eredi.

## Matrimonio e discendenza
Fu data in sposa a Federico di Wied; le nozze vennero celebrate a Stoccarda il 29 ottobre 1898. Dall'unione nacquero due figli:
- Principe Ermanno di Wied (Potsdam, 18 agosto 1899 - Rzeszów, 5 novembre 1941), che sposò la Contessa Maria Antonia di Stolberg-Wernigerode;
- Principe Teodorico di Wied (Potsdam, 30 ottobre 1901 - Ludwigsburg, 8 gennaio 1976), che sposò la Contessa Julie Grote.

## Seconda Guerra Mondiale
La principessa Paolina fu accusata da un tribunale militare statunitense di aver nascosto, sin dall'ottobre 1945, una coppia di importanti politici nazisti. Confessò di aver coscientemente dato asilo a Gertrud Scholtz-Klink e al marito, l'ex funzionario nazista e SS-Obergruppenführer August Heissmeyer. 
La principessa era a conoscenza del ruolo della Scholtz-Klink come leader della Lega Femminile Nazionalsocialista (NS-Frauenschaft), ma negò di conoscere la posizione del marito all'interno delle SS.
La principessa Paolina fu rilasciata su cauzione ma fu imputata in tribunale nel marzo 1948. In tale occasione, dichiarò di aver conosciuto la Scholt-Klink anni prima durante il suo mandato come direttrice della Croce Rosse Tedesca per l'Assia, Nassau, la Renania e la Vestfalia.
I coniugi Scholtz-Klink confermarono ai francesi di aver richiesto aiuto alla principessa Paolina nel 1945, e che la nobildonna offrì loro rifugio a Bebenhausen, dove vennero in seguito arrestati dalle autorità alleate.

## Ascendenza
|                                          |                                     |                                             | Genitori                                           |  |  | Nonni |  |  | Bisnonni                         |  |  | Trisnonni                     |  |
|                                          |                                     |                                             |                                                    |  |  |       |  |  | 8. Paolo Federico di Württemberg |  |  | 16. Federico I di Württemberg |  |
|                                          |                                     |                                             |                                                    |  |  |       |  |  | 8. Paolo Federico di Württemberg |  |  | 16. Federico I di Württemberg |  |
|                                          |                                     | 17. Augusta di Brunswick-Wolfenbüttel       |                                                    |  |  |       |  |  | 8. Paolo Federico di Württemberg |  |  |                               |  |
| 4. Federico di Württemberg               |                                     |                                             |                                                    |  |  |       |  |  | 8. Paolo Federico di Württemberg |  |  |                               |  |
|                                          |                                     | 9. Carlotta di Sassonia-Hildburghausen      | 18. Federico di Sassonia-Altenburg                 |  |  |       |  |  |                                  |  |  |                               |  |
|                                          |                                     | 9. Carlotta di Sassonia-Hildburghausen      | 18. Federico di Sassonia-Altenburg                 |  |  |       |  |  |                                  |  |  |                               |  |
|                                          |                                     | 9. Carlotta di Sassonia-Hildburghausen      | 19. Carlotta di Meclemburgo-Strelitz               |  |  |       |  |  |                                  |  |  |                               |  |
| 2. Guglielmo II di Württemberg           |                                     | 9. Carlotta di Sassonia-Hildburghausen      |                                                    |  |  |       |  |  |                                  |  |  |                               |  |
|                                          |                                     | 10. Guglielmo I di Württemberg              | 20. Federico I del Württemberg (= 16)              |  |  |       |  |  |                                  |  |  |                               |  |
|                                          |                                     | 10. Guglielmo I di Württemberg              | 20. Federico I del Württemberg (= 16)              |  |  |       |  |  |                                  |  |  |                               |  |
|                                          |                                     | 10. Guglielmo I di Württemberg              | 21. Augusta di Brunswick-Wolfenbüttel (= 17)       |  |  |       |  |  |                                  |  |  |                               |  |
| 5. Caterina Federica di Württemberg      |                                     | 10. Guglielmo I di Württemberg              |                                                    |  |  |       |  |  |                                  |  |  |                               |  |
|                                          |                                     | 11. Paolina di Württemberg                  | 22. Ludovico di Württemberg                        |  |  |       |  |  |                                  |  |  |                               |  |
|                                          |                                     | 11. Paolina di Württemberg                  | 22. Ludovico di Württemberg                        |  |  |       |  |  |                                  |  |  |                               |  |
|                                          |                                     | 11. Paolina di Württemberg                  | 23. Enrichetta di Nassau-Weilburg                  |  |  |       |  |  |                                  |  |  |                               |  |
| 1. Paolina Olga di Württemberg           |                                     | 11. Paolina di Württemberg                  |                                                    |  |  |       |  |  |                                  |  |  |                               |  |
|                                          | 12. Giorgio II di Waldeck e Pyrmont | 24. Giorgio I di Waldeck e Pyrmont          |                                                    |  |  |       |  |  |                                  |  |  |                               |  |
|                                          | 12. Giorgio II di Waldeck e Pyrmont | 24. Giorgio I di Waldeck e Pyrmont          |                                                    |  |  |       |  |  |                                  |  |  |                               |  |
|                                          | 12. Giorgio II di Waldeck e Pyrmont | 25. Augusta di Schwarzburg-Sondershausen    |                                                    |  |  |       |  |  |                                  |  |  |                               |  |
| 6. Giorgio Vittorio di Waldeck e Pyrmont | 12. Giorgio II di Waldeck e Pyrmont |                                             |                                                    |  |  |       |  |  |                                  |  |  |                               |  |
|                                          |                                     | 13. Emma di Anhalt-Bernburg-Schaumburg-Hoym | 26. Vittorio II di Anhalt-Bernburg-Schaumburg-Hoym |  |  |       |  |  |                                  |  |  |                               |  |
|                                          |                                     | 13. Emma di Anhalt-Bernburg-Schaumburg-Hoym | 26. Vittorio II di Anhalt-Bernburg-Schaumburg-Hoym |  |  |       |  |  |                                  |  |  |                               |  |
|                                          |                                     | 13. Emma di Anhalt-Bernburg-Schaumburg-Hoym | 27. Amalia di Nassau-Weilburg                      |  |  |       |  |  |                                  |  |  |                               |  |
| 3. Maria di Waldeck e Pyrmont            |                                     | 13. Emma di Anhalt-Bernburg-Schaumburg-Hoym |                                                    |  |  |       |  |  |                                  |  |  |                               |  |
|                                          |                                     | 14. Guglielmo di Nassau                     | 28. Federico Guglielmo di Nassau-Weilburg          |  |  |       |  |  |                                  |  |  |                               |  |
|                                          |                                     | 14. Guglielmo di Nassau                     | 28. Federico Guglielmo di Nassau-Weilburg          |  |  |       |  |  |                                  |  |  |                               |  |
|                                          |                                     | 14. Guglielmo di Nassau                     | 29. Luisa Isabella di Kirchberg                    |  |  |       |  |  |                                  |  |  |                               |  |
| 7. Elena di Nassau                       |                                     | 14. Guglielmo di Nassau                     |                                                    |  |  |       |  |  |                                  |  |  |                               |  |
|                                          |                                     | 15. Paolina di Württemberg                  | 30. Paolo Federico di Württemberg (= 8)            |  |  |       |  |  |                                  |  |  |                               |  |
|                                          |                                     | 15. Paolina di Württemberg                  | 30. Paolo Federico di Württemberg (= 8)            |  |  |       |  |  |                                  |  |  |                               |  |
|                                          |                                     | 15. Paolina di Württemberg                  | 31. Carlotta di Sassonia-Hildburghausen (= 9)      |  |  |       |  |  |                                  |  |  |                               |  |
|                                          |                                     | 15. Paolina di Württemberg                  |                                                    |  |  |       |  |  |                                  |  |  |                               |  |